# Соснина (Володимирський район)
Сосни́на (до 1947 року — Бискупичі Шляхетські) — село в Україні, в Іваничівській селищній громаді Володимирського району Волинської області. Населення становить 601 особу. До 30 червня 2017 року органом місцевого самоврядування була Соснинська сільська рада.

## Географія
Територія села межує на північному сході з селами Бубнів та Руснів, на заході — з с. Грибовиця, на півдні — з с. Менчичі. 

### Мова
Розподіл населення за рідною мовою за даними перепису 2001 року:
| Мова       | Відсоток |
| ---------- | -------- |
| українська | 98,00 %  |
| російська  | 1,50 %   |
| вірменська | 0,50 %   |

## Історія
Перша згадка про село Соснина в історичних документах датується 1545 роком.
У 1577 році сповіщається про Бискупичі в Духовному завіті Василія Загоровського, який був у татарському полоні і жив у домі мурзи Аталика Мамая. Своїй дядині він заповідає: «Село владичества Володимирського Бискупичі, який мені отець Владика Володимирський Феодосій до кінця свого життя орендував, на що в мене є відповідні документи, які знаходяться в білій скриньці і за що я платив в рік чотири копи грошей литовських і взяті відповідні квитанції. Її милість пані дядина має стежити, щоб управителі моїм підданим не чинили утиску і здирства».
Територія Соснини заселена з давніх-давен. Річкою Верставою, лівою притокою Луги, легко було доїхати влітку човном, а взимку по льоду до міста Володимира-Волинського — давнього культурного і політичного центру. Верстава була повноводною. На ній було два млини, один працював ще у 1830-х роках. У 1795 році за третім поділом Польщі до Росії відійшла майже вся Волинь. Після скасування церковної унії 1813 року маєток і село передано шляхтичу Іземблі, яке стало називатися Бискупичі Шляхетські.
У 1885 році діяла школа грамоти, в якій навчав дітей мешканець села Терентій Католик. Школа знаходилась у хаті Укіла Католика. Старанням священика Гучинського, ділової людини, на кошти парафіян у 1889 році збудовано приміщення церковно-парафіяльного училища. Першим учителем був Микола Садовський, син дяка, який закінчив Почаївське училище.
У звіті від 23 лютого 1896 року йдеться про те, що у школі навчалося 34 учні, з них 32 хлопчики і 2 дівчинки, з них 33 православних та 1 римокатолик. У бібліотеці школи було 64 назви підручників та 4 книги для вчителів, 44 книги для позакласного читання. Бібліотека одержувала книги від єпархіально-училищної ради безплатно.
У 1947 році село було перейменовано на Соснину.
У селі Соснина діють ЗОШ І-ІІІ ступенів імені Героя України Сергія Байдовського, дошкільний навчальний заклад «Світлинка», поштове відділення, будинок культури, бібліотека, фельдшерсько-акушерський пункт. 1969 року у сквері біля сільського будинку культури був встановлений пам'ятник землякам, загиблим у німецько-радянській війні.
В селі діє церква Великомучениці Параскеви П'ятниці, яка датована кінцем XVIII — початком XIX століття. Церква внесена до Державного реєстру пам'яток містобудування і архітектури місцевого значення. Також у селі зареєстрована Церква Християн Віри Євангельської. У грудні 2014 року Іваничівський декан Волинської єпархії УПЦ КП протоієрей Ярослав Мельничук в селі Соснина освятив каплицю на честь святителя Миколая Чудотворця, збудовану за кошти місцевого фермера Тараса Дмитрука, якого Патріарх Філарет нагородив орденом Архистратига Михаїла. Митрополичу благословенну грамоту отримав Віктор Дмитрук. Того ж року, але трошки раніше, була також освячена каплиця Введення Пресвятої Богородиці.
Після ліквідації Іваничівського району 19 липня 2020 року село увійшло до Володимир-Волинського (згодом Володимирського) району.

Пам'ятник землякам, загиблим у німецько-радянській війні (1969)

## Населення
Згідно з переписом УРСР 1989 року чисельність наявного населення села становила 631 особа, з яких 283 чоловіки та 348 жінок.
За переписом населення України 2001 року в селі мешкало 595 осіб.

### Мова
Розподіл населення за рідною мовою за даними перепису 2001 року:
| Мова       | Кількість | Відсоток |
| ---------- | --------- | -------- |
| українська | 589       | 98.0%    |
| російська  | 9         | 1.5%     |
| вірменська | 3         | 0.5%     |
| Усього     | 601       | 100%     |